# Домброва (Зеленогурський повіт)
Домброва (пол. Dąbrowa, нім. Dammerau) — село в Польщі, у гміні Забур Зеленогурського повіту Любуського воєводства.
Населення — 131 особа (2011).
У 1975-1998 роках село належало до Зеленогурського воєводства.

## Демографія
Демографічна структура станом на 31 березня 2011 року:
|          | Загалом | Допрацездатний вік | Працездатний вік | Постпрацездатний вік |
| -------- | ------- | ------------------ | ---------------- | -------------------- |
| Чоловіки | 69      | 12                 | 50               | 7                    |
| Жінки    | 62      | 10                 | 36               | 16                   |
| Разом    | 131     | 22                 | 86               | 23                   |